# پرلیتا
پرلیتا (به صربی: Prlita) یک منطقهٔ مسکونی در صربستان است که در زایچار واقع شده‌است. پرلیتا ۱۴۲ نفر جمعیت دارد.